# USS Garfield Thomas (DE-193)
USS Garfield Thomas (DE-193) là một tàu hộ tống khu trục lớp Cannon từng phục vụ cùng Hải quân Hoa Kỳ trong Chiến tranh Thế giới thứ hai. Nó là chiếc tàu chiến duy nhất của Hải quân Hoa Kỳ được đặt cái tên này, theo tên Trung úy Hải quân William Garfield Thomas, Jr. (1916-1942), người từng phục vụ trên tàu tuần dương hạng nhẹ Boise (CL-47), đã tử trận trong Trận chiến mũi Esperance vào ngày 12 tháng 10, 1942 và được truy tặng Huân chương Chữ thập Hải quân. Nó đã phục vụ cho đến khi chiến tranh kết thúc, xuất biên chế năm 1947, rồi được chuyển cho Hải quân Hy Lạp năm 1951, và tiếp tục phục vụ như là chiếc Panthir (D67) cho đến năm 1992. Con tàu bị bỏ không tại vịnh Souda, Crete, và hiện không rõ số phận.

## Thiết kế và chế tạo
Lớp Cannon có thiết kế hầu như tương tự với lớp Buckley dẫn trước; khác biệt chủ yếu là ở hệ thống động lực Kiểu DET (diesel electric tandem). Các động cơ diesel đặt nối tiếp nhau dẫn động máy phát điện để cung cấp điện năng quay trục chân vịt cho con tàu. Động cơ diesel có ưu thế về hiệu suất sử dụng nhiên liệu, giúp cho lớp Cannon cải thiện được tầm xa hoạt động, nhưng đánh đổi lấy tốc độ chậm hơn.
Vũ khí trang bị bao gồm ba pháo 3 in (76 mm)/50 cal trên tháp pháo nòng đơn có thể đối hạm hoặc phòng không, một khẩu đội pháo phòng không Bofors 40 mm nòng đôi và tám pháo phòng không Oerlikon 20 mm. Vũ khí chống ngầm bao gồm một dàn súng cối chống tàu ngầm Hedgehog Mk. 10 (có 24 nòng và mang theo 144 quả đạn); hai đường ray Mk. 9 và tám máy phóng K3 Mk. 6 để thả mìn sâu. Con tàu vẫn giữ lại ba ống phóng ngư lôi Mark 15 21 inch (533 mm). Thủy thủ đoàn đầy đủ bao gồm 15 sĩ quan và 201 thủy thủ.
Garfield Thomas được đặt lườn tại xưởng tàu của hãng Federal Shipbuilding and Drydock Company ở Newark, New Jersey vào ngày 23 tháng 9, 1943. Nó được hạ thủy vào ngày 12 tháng 12, 1943, được đỡ đầu bởi Trung úy Trợ y Betty K. Thomas, chị Trung úy Thomas, và nhập biên chế cùng Hải quân Hoa Kỳ vào ngày 24 tháng 1, 1944 dưới quyền chỉ huy của Hạm trưởng, Thiếu tá Hải quân Richard Gordon Werner.

## Lịch sử hoạt động

### USSGarfield Thomas
Sau khi hoàn tất việc chạy thử máy huấn luyện tại khu vực Bermuda, Garfield Thomas quay trở lại New York vào ngày 11 tháng 3, 1944 để sửa chữa sau chạy thử máy. Nó khởi hành vào ngày 19 tháng 3 để gia nhập Đội đặc nhiệm 27.4 và tham gia thành phần hộ tống một đoàn tàu vận tải vượt Đại Tây Dương hướng sang khu vực Địa Trung Hải, đi đến Bizerte, Tunisia vào ngày 31 tháng 3, rồi quay trở về New York vào ngày 13 tháng 4. Từ đó cho đến ngày 7 tháng 9, nó đã hoàn tất thêm hai chuyến hộ tống vận tải khứ hồi giữa New York và Bizerte.
Sau một giai đoạn huấn luyện ôn tập tại khu vực Casco Bay, Maine, Garfield Thomas khởi hành từ New York vào ngày 14 tháng 10 để hộ tống một đoàn tàu vận tải đi sang Anh, đi đến Plymouth vào ngày 25 tháng 10. Sau khi quay trở về New York vào ngày 9 tháng 11, trong vòng sáu tháng tiếp theo nó còn tiếp tục thực hiện thêm bốn chuyến hộ tống vận tải khứ hồi đi sang Anh Quốc, chuyến cuối cùng xuất phát từ Cardiff đã về đến New York vào ngày 19 tháng 5, 1945.
Sau khi được sửa chữa, Garfield Thomas khởi hành từ New York vào ngày 9 tháng 6 để đi sang khu vực Mặt trận Thái Bình Dương. Nó huấn luyện ôn tập tại khu vực Culebra, Puerto Rico và vịnh Guantánamo, Cuba trước khi tiếp tục hành trình, đi đến Trân Châu Cảng vào ngày 20 tháng 7. Con tàu tiếp tục thực hành huấn luyện tại vùng biển quần đảo Hawaii cho đến ngày 8 tháng 8, khi nó lên đường hộ tống một đoàn tàu vận tải đi sang quần đảo Marshall. Nó đi đến Eniwetok vào ngày 16 tháng 8, một ngày sau khi Nhật Bản đã chấp nhận đầu hàng giúp kết thúc cuộc xung đột, và hoạt động tại khu vực giữa Marshall và quần đảo Caroline. Nó làm nhiệm vụ tuần tra và hộ tống vận tải cho đến khi rời Eniwetok vào ngày 8 tháng 12 để quay trở về Trân Châu Cảng, đến nơi tám ngày sau đó.
Sau một tháng đảm nhiệm vai trò tàu quan trắc thời tiết tại vùng biển Hawaii, Garfield Thomas rời Trân Châu Cảng vào ngày 9 tháng 2, 1946, băng qua kênh đào Panama và về đến New York vào ngày 1 tháng 3. Sau một đợt đại tu ngắn, nó rời New York vào ngày 24 tháng 3 để đi đến Green Cove Springs, Florida, nơi nó được cho xuất biên chế vào ngày 27 tháng 3, 1947 và được đưa về Hạm đội Dự bị Đại Tây Dương.

### Panthir(67)
Con tàu được chuyển cho Hy Lạp vào ngày 15 tháng 1, 1951 trong khuôn khổ Chương trình Viện trợ Quân sự, và tiếp tục phục vụ cùng Hải quân Hy Lạp như là chiếc Panthir (67) cho đến khi ngừng hoạt động vào năm 1992.  Số phận của con tàu hiện không rõ; lần cuối cùng con tàu được nhín thấy đang bị bỏ không tại vịnh Souda, Crete là vào năm 1998.

## Phần thưởng
Nguồn: Navsource Naval History
|  |  |  |
|  |  |  |

| Huân chương Chiến dịch Hoa Kỳ                 |                                                    |                                      |
| Huân chương Chiến dịch Châu Á-Thái Bình Dương | Huân chương Chiến dịch Châu Âu-Châu Phi-Trung Đông | Huân chương Chiến thắng Thế Chiến II |